# Старогригорово
Старогригорово — деревня в Сергиево-Посадском районе Московской области, в составе муниципального образования Сельское поселение Шеметовское (до 29 ноября 2006 года входила в состав Марьинского сельского округа).

## Население
| 2002 | 2006 | 2010 |
| ---- | ---- | ---- |
| 0    | ↗5   | ↘0   |

## География
Старогригорово расположено примерно в 38 км (по шоссе) на северо-запад от Сергиева Посада, на безымянном ручье бассейна реки Вели (левый приток Дубны), высота центра деревни над уровнем моря — 238 м.